# Стригуль, Иван Григорьевич
Ива́н Григо́рьевич Стригу́ль (3 марта 1920, Ирбизино, Алтайская губерния — 21 октября 1998) — комбайнёр совхоза «Культура» Андреевского района Новосибирской области.

## Биография
Родился 3 марта 1920 года в селе Ирбизино Барнаульского уезда Алтайской губернии (ныне — в Карасукском районе Новосибирской области) в крестьянской семье. Окончил начальную школу, 4 класса.
Участник Великой Отечественной войны.
С 1946 года работал комбайнёром в совхозе «Культура» Андреевского района. По итогам работы 1954 года был участником Всесоюзной сельскохозяйственной выставки. В 1956 году за 33 рабочих дня убрал 913 га, намолотил 9516 центнеров, скосил раздельно 713 га.
Указом Президиума Верховного Совета СССР от 11 января 1957 года за особые заслуги в освоении целинных и залежных земель, проведении уборки урожая и хлебозаготовок в 1956 году Стригулю Ивану Григорьевичу присвоено звание Героя Социалистического Труда с вручением ордена Ленина и золотой медали «Серп и Молот».
В дальнейшем работал заведующим нефтебазой Боровского опытного хозяйства Новосибирского района.
В ноябре 1969 года Новосибирским областным судом осужден по ст. 103 УК РСФСР (умышленное убийство) и приговорён к 7 годам лишения свободы.
Указом Президиума Верховного Совета СССР от 5 октября 1970 года Стригуль Иван Григорьевич, как осуждённый за тяжкое преступление, лишён звания Героя Социалистического Труда, ордена Ленина, медалей «Серп и Молот» и «За освоение целины».
В 1980-х годах жил в городе Карасук Новосибирской области. Умер в этом же городе 21 октября 1998 года, в возрасте 78 лет.
Награждён орденом Отечественной войны 2-й степени, медалями.